# Nicht verzagen, Trudchen fragen
Nicht verzagen, Trudchen fragen ist eine heitere Filmkomödie aus dem Jahr 1980, die vom DDR-Fernsehen produziert wurde. In den Hauptrollen sind Manja Behrens und Bruno Carstens zu sehen.

## Handlung
Die in Ost-Berlin wohnende Rentnerin Trude möchte bald ihren langjährigen Lebensgefährten Heinz heiraten. Doch zuvor hat sich Trude gemeinsam mit einigen Freunden einen Streich einfallen lassen. Ein älterer Bauwagen, den Bauarbeiter vor geraumer Zeit vor ihrem Wohnhaus haben stehen lassen, wird zu einem noblen Bungalow umgebaut und ihm wird eine neue, künstlerische Außenfassade verpasst. Dies geschieht jedoch zum Ärger vieler Nachbarn von Trude, was noch zu vielerlei Verwicklungen und zu einem Stadtratsbeschluss führt, da das Gebäude nämlich unter Denkmalschutz steht.

## Hintergrund
Der Film wurde vorwiegend im Berliner Stadtteil Marzahn-Hellersdorf gedreht und erlebte seine Erstausstrahlung am 7. Oktober 1980 im 1. Programm des DDR-Fernsehens. Der Film wurde nach der Wende noch mehrmals im Fernsehen wiederholt.